# Eurytoma blastophagi
Eurytoma blastophagi är en stekelart som beskrevs av Karl-Johan Hedqvist 1963. Eurytoma blastophagi ingår i släktet Eurytoma och familjen kragglanssteklar.
Artens utbredningsområde är:
- Tyskland.
- Norge.
- Sverige.

Arten är reproducerande i Sverige. Inga underarter finns listade i Catalogue of Life.